# Scorpio Rising
Scorpio Rising (de 1964) é um filme experimental de Kenneth Anger, também autor do livro Hollywood Babylon (volume 1 e 2). No elenco, o filme traz Bruce Byron como Scorpio. O filme trata de temas como motociclistas com roupas de couro, ocultismo, Jesus e Nazistas. O filme foi, inicialmente, mostrado no circuito de filmes undergrounds, e não tem diálogo. Ao invés dos diálogos, Kenneth Anger decidiu colocar músicas de artistas populares dos anos 50 e 60, incluindo Ricky Nelson, The Angels, The Crystals, Bobby Vinton, Elvis Presley, Ray Charles e Martha Reeves & the Vandellas. Este filme é também considerado o primeiro filme pós-moderno, o que serviu para influenciar diversos cineastas de renome, tais como Martin Scorsese e David Lynch.
Quando o filme foi exibido pela primeira vez no teatro de Los Angeles, a polícia prendeu o gerente do teatro or obscenidade e cancelou todas as demais exibições. O caso foi parar na Suprema Corte da Califórnia, que decidiu ficar à favor de Kenneth Anger.

## Trilha-sonora
Scorpio Rising foi o primeiro filme de drama a usar músicas de rock and roll.
1. Ricky Nelson - "Fools Rush In (Where Angels Fear to Tread)"
2. Little Peggy March - "Wind-Up Doll"
3. The Angels - "My Boyfriend's Back"
4. Bobby Vinton - "Blue Velvet"
5. Elvis Presley - "(You're the) Devil in Disguise"
6. Ray Charles - "Hit The Road Jack"
7. Martha Reeves and the Vandellas - "(Love Is Like A) Heat Wave"
8. The Crystals - "He's a Rebel"
9. Claudine Clark - "Party Lights"
10. Kris Jensen - "Torture"
11. Gene McDaniels - "Point Of No Return"
12. Little Peggy March - "I Will Follow Him"
13. Surfaris - "Wipe Out"

- Shangri-Las - "Leader of the Pack" (aparece apenas em outra versão).

## Críticas
Críticos da costa oeste elogiaram o filme e, quando ele foi exibido em Nova Iorque, no ano de 1966, o filme acabou ganhando também críticas positivas das revistas The New Yorker, Variety e Newsweek.